# Macrobrachium niloticum
Macrobrachium niloticum is een garnalensoort uit de familie van de Palaemonidae. De wetenschappelijke naam van de soort is voor het eerst geldig gepubliceerd in 1833 door Roux.